# 소황주원부인
소황주원부인(小黃州院夫人, 생몰년 미상)은 고려의 초대 왕 태조 왕건의 제24비이다.

## 생애

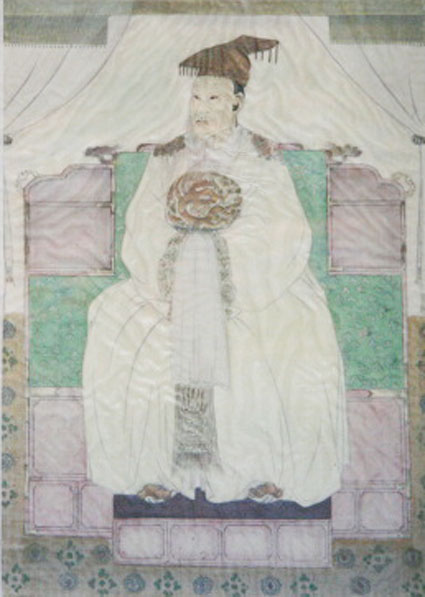
남편 태조 왕건

《고려사》의 〈열전〉에 의하면 소황주원부인은 원보 순행의 딸인데, 기록에 그 성씨를 잃어버렸다고 되어있다. 따라서 출신지나 본관, 가계는 전혀 알 수 없다.
다만 현대의 학자들 중, 태조의 부인들은 명주 출신의 대명주원부인이나 의성 출신의 의성부원부인, 광주 출신의 광주원부인 등의 예처럼 왕비의 출신지를 따서 그 호를 짓는 경우가 많으므로, 소황주원부인을 황해도 황주 출신으로 추측하는 견해가 있다. 그리고 소황주원부인의 호에 있는 '소(小)'자는, 태조에게 '대황주원부인(大黃州院夫人)'에 해당하는 이가 있었다는 것을 의미하며, 그것은 황주 출신으로 왕후의 자리에 오른 신정왕태후일 것이라는 추측과, 나아가 소황주원부인이 신정왕후와 자매간이었을 수도 있다는 추측도 존재한다. 가령 대서원부인(大西院夫人)과 소서원부인(小西院夫人)처럼 그 자매들이 나란히 태조의 부인이 되었을 경우에는 그 호칭에 '대(大)'자와 '소(小)'자를 넣어 구분하는 경우가 있기 때문이라는 것이다. 이렇게 될 경우 소황주원부인은 황주 황보씨가 된다.
《고려사》에는 소황주원부인의 자세한 생애나 생몰년, 능지에 대한 기록 역시 없어서 자세한 것은 알 수 없다. 태조와의 사이에 자녀는 없었으며, 호는 소황주원부인(小黃州院夫人)이다.

## 가족 관계
- 아버지: 순행(順行)
- 남편 : 제1대 태조(太祖, 877~943, 재위: 918~943)